# Parvulus latissimus
Parvulus
Genre
Espèce
Parvulus latissimus, unique représentant du genre Parvulus, est une espèce fossile d'araignées aranéomorphes de la famille des Thomisidae.

## Distribution
Cette espèce a été découverte à Shanwang au Shandong en Chine. Elle date du Néogène.

## Publication originale
- Zhang, Sun & Zhang, 1994 : Miocene insects and spiders from Shanwang, Shandong. Science Press, Beijing, p. 1–298.